# Kabouterland
Kabouterland is een dierentuin gelegen in het Drentse dorp Exloo met wintersluiting. Binnen het park zijn diverse speeltuinen. Kabouterland huisvest kleine exotische diersoorten, waaronder:
- Doodshoofdaap
- Zwartoorpenseelaapje
- Neusbeer
- Dwergotter
- Wallaby
- Dwergmangoest
- Vosmangoest
- Stokstaartje
- Prairiehond
- Eekhoorn
- Cavia
- Vlaamse Reus
- Konijnen
- Parkiet
- Dwergpapegaai
- Kookaburra
- Roodpootbosuil